# Разработка Windows 95

Загрузочный экран Microsoft Chicago 4.00.73

Разработка Windows 95 началась в марте 1992 года (сразу после выхода Windows 3.1) и длилась до середины 1995 года. Первая сборка 3.20.28, предназначенная для внутреннего тестирования, была выпущена в начале 1993 года. На стадии разработки до середины 1994 года продукт назывался Microsoft Chicago. В ходе разработки этой ОС впервые были представлены такие элементы интерфейса, как меню «Пуск» и Проводник, которые и поныне являются одними из самых главных компонентов Windows.

## История разработки
Разработка новой операционной системы Windows была предложена Брэдом Сильвербергом, старшим вице-президентом Microsoft.

### Март 1992 — январь 1993: Начало разработки и проектCairo
Когда началась разработка проекта Chicago, Windows for Workgroups 3.11 и Windows NT 3.1 все еще находились в разработке (выпущены в середине 1993 года), и план Microsoft на будущее Windows был сосредоточен на проекте Cairo. Cairo была бы операционной системой следующего поколения от Microsoft, основанной на Windows NT, с новым пользовательским интерфейсом и файловой системой, но так и не была выпущена. Части проекта Cairo в конечном итоге в июле 1996 года были использованы в различных компонентах Windows NT 4.0.
Одновременно с выпуском Windows 3.1 конкурирующая с Microsoft фирма IBM начала поставлять более стабильную и производительную OS/2 2.0. В Microsoft поняли, что им нужна обновленная версия Windows, которая может поддерживать 32-разрядные приложения и вытесняющую многозадачность, но способная работать с меньшими системными требованиями. Планировалось снизить требования до уровня Windows 3.1 (Windows NT не смог выйти на эту планку). Так началась разработка Microsoft Chicago.
Новая ОС должна была выйти в конце 1993 года, из-за чего готовый продукт должен был называться Windows 93. Первоначально было принято решение не включать новый пользовательский интерфейс, поскольку это было запланировано для Cairo, и сосредоточиться только на упрощении установки и конфигурации сети. Windows 93 поставлялась бы вместе с MS-DOS 7.0. MS-DOS 7.0 находилась в разработке в то время под кодовым названием «Jaguar» и могла бы опционально работать поверх 32-битового защищенного режима под управлением обновлённого Windows 3.1 под кодовым названием «Cougar», чтобы вытеснить с рынка конкурента — DR-DOS. До этого  пользователи Windows должны были отдельно приобретать MS-DOS, служившую загрузчиком, и отдельно графическую оболочку Windows. Новый продукт впервые интегрировал обе части, что позволило считать его полноценной операционной системой. 
Первая версия проекта Chicago была закончена 30 сентября 1992 года. Проект Cougar должен был стать ядром этой операционной системы.

### Февраль 1993 — август 1994: Microsoft Chicago

Рабочий стол Microsoft Chicago 4.00.73. Видна ранняя версия панели задач, в данной сборке программа «Dr. Watson» показана как в самой панели задач, так и над ней

До официального выпуска американской общественности была предоставлена возможность просмотреть новую ОС в программе предварительного просмотра Windows 95. За 19,95 $ пользователям был отправлен набор 3,5-дюймовых гибких дискет, которые устанавливали Windows 95 Chicago либо как обновление Windows 3.1x, либо как новую установку на чистом компьютере. Пользователям, которые купили эту программу, также был предоставлен бесплатный предварительный просмотр Microsoft Network (MSN) — онлайн-сервис, который Microsoft представила вместе с Windows 95. В период предварительного просмотра Microsoft создала различные электронные точки распространения рекламной и технической документации по Chicago, включая подробный документ для рецензентов средств массовой информации, описывающий новые особенности системы. Версия для предварительного просмотра перестала работать в ноябре 1995 года, после чего пользователям приходилось приобрести копию окончательной версии Windows 95.
Билды Microsoft Chicago, созданные с середины по конец 1993 года, уже содержали панель задач и меню «Пуск», но недоработанные (например, меню «Пуск» содержало не все компоненты, и использовало только маленькие значки, а кнопка «Пуск» была без слова Start (Пуск). Также там уже содержался известный «Проводник». Из-за отсутствия поддержки длинных имён файлов в ранних сборках Корзина первоначально именовалась «Recycle.bin» (см. картинку справа).

### Сентябрь 1994 — июнь 1995: Windows 95 Beta
Созданная 24 сентября 1994 года сборка 189 называлась уже Windows 95, а не Chicago, как раньше. Пользовательский интерфейс теперь почти полностью напоминает окончательный вариант, хотя оставались ещё некоторые компоненты из Chicago. Меню «Пуск» также немного отличалось от итоговой сборки Windows 95 отсутствием колонки слева, где указана версия Windows. Фоновое изображение рабочего стола, использовавшееся в этой версии, позже стало фоном в программе установки Windows 95.
17 марта вышел Windows 95 Final Beta Release (сборка 347), после которого вышли сборки Release Candidate (4.00.468, 4.00.480, 4.00.490). В них появились современные звуки запуска и завершения работы, а в Final Beta — современный экран загрузки.
Последняя бета-версия 4.00.501 вышла в Америке и Европе 21 июня 1995 года, также являясь Release Candidate.
В азиатских странах выходили тестовые версии с номерами 4.00.7xx/4.00.8xx до середины 1996 года.

## Сборки
| Номер сборки | Название                                   | Дата выхода | Краткое описание |
| ------------ | ------------------------------------------ | --- | --- |
| 3.20.28      | Microsoft Cougar                           | конец 1992-начало 1993 года                                                                                      | Ни одна из этих сборок пока не утекла в сеть. Появление первых версий компонентов меню «Пуск» и «Панель задач». «Диспетчер программ» заменён «Проводником». В сети присутствуют поддельные копии некоторых из этих сборок.  |
| 4.00.34      | Microsoft Chicago Usability Test Release   | конец 1992-начало 1993 года                                                                                      | Ни одна из этих сборок пока не утекла в сеть. Появление первых версий компонентов меню «Пуск» и «Панель задач». «Диспетчер программ» заменён «Проводником». В сети присутствуют поддельные копии некоторых из этих сборок.  |
| 4.00.40      | Microsoft Chicago Preliminary Test Release | май 1993 года | Ни одна из этих сборок пока не утекла в сеть. Появление первых версий компонентов меню «Пуск» и «Панель задач». «Диспетчер программ» заменён «Проводником». В сети присутствуют поддельные копии некоторых из этих сборок.  |
| 4.00.56      | Microsoft Chicago Preliminary Test Release | июль 1993 года                                                                                                   | Поддержка длинных имён файлов (до 255 символов). |
| 4.00.58      | Microsoft Chicago Preliminary Test Release | август 1993 года                                                                                                 | Поддержка длинных имён файлов (до 255 символов). |
| 4.00.73      | Microsoft Chicago Preliminary Test Release | ноябрь 1993 года                                                                                                 | Доработана панель задач |
| 4.00.78      | Microsoft Chicago Preliminary Test Release | декабрь 1993 года                                                                                                | Доработана панель задач |
| 4.00.81      | Microsoft Chicago Preliminary Test Release | январь 1994 года                                                                                                 | Изменены кнопки управления окнами. Папка «Стандартные» перестала называться «Access~1» (такое название было из-за отсутствия поддержки длинных имён файлов). Было переработано меню «Пуск», вместо трёх кнопок теперь одна. |
| 4.00.90      | Microsoft Chicago Preliminary Test Release | март 1994 года                                                                                                   | Изменены кнопки управления окнами. Папка «Стандартные» перестала называться «Access~1» (такое название было из-за отсутствия поддержки длинных имён файлов). Было переработано меню «Пуск», вместо трёх кнопок теперь одна. |
| 4.00.99      | Microsoft Chicago Beta Release             | май 1994 года | Переработана кнопка «Пуск», удалены некоторые возможности панели управления. |
| 4.00.122     | Microsoft Chicago Beta Release             | июнь 1994 года                                                                                                   | Переработана кнопка «Пуск», удалены некоторые возможности панели управления. |
| 4.00.189     | Windows 95 Beta 1                          | сентябрь 1994 года                                                                                               | Первая сборка, назвавшая себя как Windows 95. Интерфейс изменён до окончательного. Также изменён звук завершения работы компьютера с chimes.wav на tada.wav.                                                                |
| 4.00.216     | Windows 95 Beta 2                          | октябрь 1994 года                                                                                                | Вторая бета-версия. Кнопки управления окнами стали похожи на финальные. |
| 4.00.224     | Windows 95 Beta 2                          | ноябрь 1994 года                                                                                                 | Вторая бета-версия. Кнопки управления окнами стали похожи на финальные. |
| 4.00.225     | Windows 95 Beta 2                          | ноябрь 1994 года                                                                                                 | Такая же на внешний вид версия, как 4.00.224, но выпущена на китайском языке. |
| 4.00.267     | Windows 95 Beta 2                          | ноябрь 1994 года                                                                                                 | Изменены мелкие детали интерфейса. |
| 4.00.275     | Windows 95 Beta 2                          | декабрь 1994 года                                                                                                | Изменены мелкие детали интерфейса. |
| 4.00.314     | Windows 95 Beta 2                          | январь 1995 года                                                                                                 | Изменены мелкие детали интерфейса. |
| 4.00.324     | Windows 95 Beta 2                          | январь 1995 года                                                                                                 | Такая же на внешний вид версия, как 4.00.314, но выпущена на английском и немецком языках. |
| 4.00.347     | Windows 95 Final Beta Release              | март 1995 года                                                                                                   | Экран загрузки стал похож на финальный. В Испании данная версия имела номер 4.00.346. |
| 4.00.431     | Windows 95 Final Beta Release              | март 1995 года                                                                                                   | Добавлена поддержка нового оборудования. |
| 4.00.435     | Windows 95 Final Beta Release              | март 1995 года                                                                                                   | Такая же на внешний вид версия, как 4.00.431, но выпущена на английском и китайском языках. |
| 4.00.440     | Windows 95 April Test Release              | апрель 1995 года                                                                                                 | Добавлена поддержка нового оборудования. |
| 4.00.445     | Windows 95 April Test Release              | апрель 1995 года                                                                                                 | Добавлена поддержка нового оборудования. |
| 4.00.450     | Windows 95 April Test Release              | апрель 1995 года                                                                                                 | Такая же на внешний вид версия, как 4.00.445, но выпущена на английском, датском, финском и норвежском языках. Использует экран выключения из версии 4.00.347.                                                              |
| 4.00.462     | Windows 95 April Test Release              | апрель 1995 года                                                                                                 | Такая же на внешний вид версия, как 4.00.445, но выпущена на английском, немецком, французском, нидерландском, итальянском и испанском языках. Использует экран выключения из версии 4.00.347.                              |
| 4.00.468     | Windows 95 May Test Release                | май 1995 года | Экран загрузки стал идентичен финальному, появилась современная звуковая схема. |
| 4.00.474     | Windows 95 May Test Release                | май 1995 года | Экран загрузки стал идентичен финальному, появилась современная звуковая схема. |
| 4.00.480     | Windows 95 May Test Release                | май 1995 года | Такая же на внешний вид версия, как 4.00.474, но выпущена на английском и немецком языках. |
| 4.00.481     | Windows 95 June Test Release               | июнь 1995 года                                                                                                   | Внешне отличается от предыдущей сборки только подзаголовком на экране загрузки. |
| 4.00.484     | Windows 95 June Test Release               | июнь 1995 года                                                                                                   | Внешне отличается от предыдущей сборки только подзаголовком на экране загрузки. |
| 4.00.490     | Windows 95 June Test Release               | июнь 1995 года                                                                                                   | Такая же на внешний вид версия, как 4.00.484, но выпущена на английском, немецком, французском, испанском, итальянском и португальском языках.                                                                              |
| 4.00.501     | Windows 95 June Test Release               | июнь 1995 года                                                                                                   | Последняя бета-версия для Америки и Европы. |
| 4.00.708     | Windows 95 Final Beta Release              | июль-август 1995 года                                                                                            | Тестовые версии для Китая, Южной Кореи и Японии. Используют экран загрузки из версии 4.00.435. |
| 4.00.720     | Windows 95 Final Beta Release              | июль-август 1995 года                                                                                            | Тестовые версии для Китая, Южной Кореи и Японии. Используют экран загрузки из версии 4.00.435. |
| 4.00.810     | Windows 95 Release Candidate               | июль-август 1995 года                                                                                            | Тестовые версии для Ближнего Востока. |
| 4.00.812     | Windows 95 Release Candidate               | сентябрь 1995 года                                                                                               | Тестовые версии для Ближнего Востока. |
| 4.00.818     | Windows 95 Release Candidate               | октябрь 1995 года                                                                                                | Тестовая версия для Китая. |
| 4.00.842     | Windows 95 Release Candidate               | февраль 1996 года                                                                                                | Тестовая версия для Ближнего Востока со встроенным Internet Explorer 2.0. |
| 4.00.950     | Windows 95 RTM                             | август 1995 года (США, Европа); ноябрь 1995 (Россия); май 1996 года (Ближний Восток, Китай, Южная Корея, Япония) | В таком виде Windows 95 вышла в релиз. |